# National Society of Film Critics Award/Bestes Drehbuch

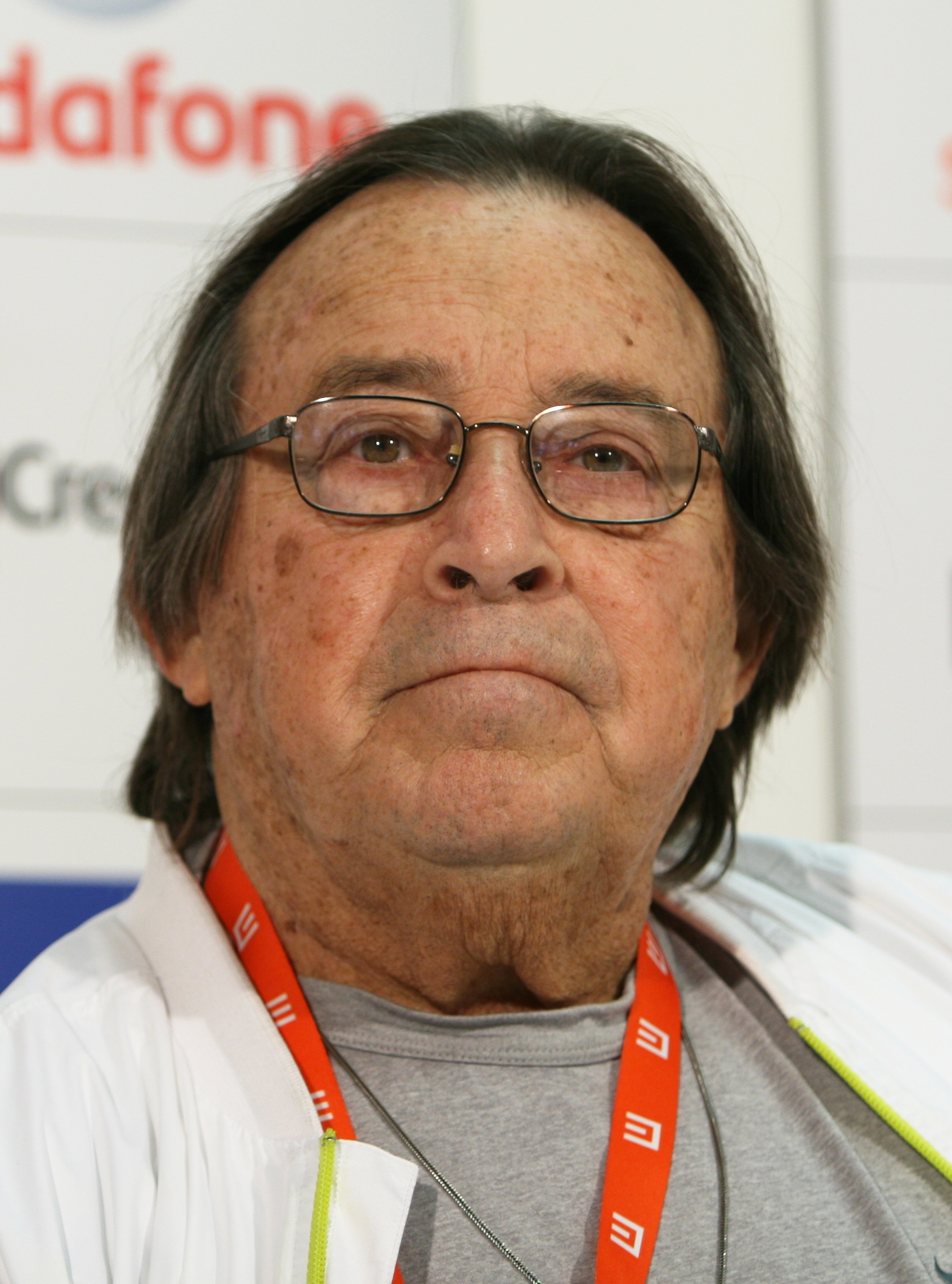
Zweimal als bester Drehbuchautor geehrt: der US-Amerikaner Paul Mazursky

Gewinner des Preises der National Society of Film Critics in der Kategorie Bestes Drehbuch (Best Screenplay). Die Auszeichnungen werden alljährlich Anfang Januar für die besten Filmproduktionen und Filmschaffenden des zurückliegenden Kalenderjahres präsentiert. 1975 und 1977 fanden jeweils zwei Preisverleihungen im Januar und Dezember statt, woraufhin der National Society of Film Critics Award im Jahr 1976 und 1978 nicht vergeben wurde.
Am erfolgreichsten in dieser Kategorie waren der Schwede Ingmar Bergman, das amerikanische Autorenduo Albert Brooks und Monica Mcgowan Johnson, sowie ihre Landsleute Kenneth Lonergan und Paul Mazursky, die den Preis je zweimal gewinnen konnten. 13 Mal gelang es der Filmkritikervereinigung vorab ein Oscar-prämiertes Filmskript zu präsentieren. Im Gegensatz zur Academy-Award-Verleihung trifft die National Society of Film Critics keine Unterscheidung zwischen einem Skript, das auf keiner zuvor veröffentlichten Publikation beruht (Originaldrehbuch), beziehungsweise einer bereits publizierten literarischen Vorlage (adaptiertes Drehbuch).
Bei der letzten Preisvergabe im Jahr 2022 gewannen die japanischen Drehbuchautoren Ryūsuke Hamaguchi und Takamasa Ōe (Drive My Car, 46 Punkte) vor dem Spanier Pedro Almodóvar (Parallele Mütter, 22 Punkte) und Paul Thomas Anderson (Licorice Pizza, 20 Punkte).
| Jahr | Preisträger/-in                               | Filmtitel                                     | Deutscher Verleihtitel                                  |
| 1968 | Robert Benton David Newman                    | Bonnie and Clyde                              | Bonnie und Clyde                                        |
| 1969 | John Cassavetes                               | Faces                                         | Gesichter                                               |
| 1970 | Paul Mazursky Larry Tucker                    | Bob & Carol & Ted & Alice                     | Bob & Carol & Ted & Alice                               |
| 1971 | Éric Rohmer                                   | Ma nuit chez Maud                             | Meine Nacht bei Maud                                    |
| 1972 | Penelope Gilliatt                             | Sunday Bloody Sunday                          | Sunday, Bloody Sunday                                   |
| 1973 | Ingmar Bergman                                | Viskningar och rop                            | Schreie und Flüstern                                    |
| 1974 | George Lucas Gloria Katz Willard Huyck        | American Graffiti                             | American Graffiti                                       |
| 1975 | Ingmar Bergman                                | Scener ur ett äktenskap                       | Szenen einer Ehe                                        |
| 1975 | Warren Beatty Robert Towne                    | Shampoo                                       | Shampoo                                                 |
| 1977 | John Berger Alain Tanner                      | Jonas qui aura 25 ans en l’an 2000            | Jonas, der im Jahr 2000 25 Jahre alt sein wird          |
| 1977 | Woody Allen* Marshall Brickman*               | Annie Hall                                    | Der Stadtneurotiker                                     |
| 1979 | Paul Mazursky                                 | An Unmarried Woman                            | Eine entheiratete Frau                                  |
| 1980 | Steve Tesich*                                 | Breaking Away                                 | Vier irre Typen – Wir schaffen alle, uns schafft keiner |
| 1981 | Bo Goldman*                                   | Melvin and Howard                             | Melvin und Howard                                       |
| 1982 | John Guare                                    | Atlantic City                                 | Atlantic City, USA                                      |
| 1983 | Larry Gelbart Murray Schisgal                 | Tootsie                                       | Tootsie                                                 |
| 1984 | Bill Forsyth                                  | Local Hero                                    | Local Hero                                              |
| 1985 | Bruce Jay Friedman Lowell Ganz Babaloo Mandel | Splash                                        | Splash – Eine Jungfrau am Haken                         |
| 1986 | Albert Brooks Monica Mcgowan Johnson          | Lost in America                               | Kopfüber in Amerika                                     |
| 1987 | Hanif Kureishi                                | My Beautiful Laundrette                       | Mein wunderbarer Waschsalon                             |
| 1988 | John Boorman                                  | Hope and Glory                                | Hope and Glory                                          |
| 1989 | Ron Shelton                                   | Bull Durham                                   | Annies Männer                                           |
| 1990 | Gus Van Sant Daniel Yost                      | Drugstore Cowboy                              | Drugstore Cowboy                                        |
| 1991 | Charles Burnett                               | To Sleep with Anger                           | Zorniger Schlaf                                         |
| 1992 | David Cronenberg                              | Naked Lunch                                   | Naked Lunch – Nackter Rausch                            |
| 1993 | David Webb Peoples                            | Unforgiven                                    | Erbarmungslos                                           |
| 1994 | Jane Campion*                                 | The Piano                                     | Das Piano                                               |
| 1995 | Quentin Tarantino*                            | Pulp Fiction                                  | Pulp Fiction                                            |
| 1996 | Amy Heckerling                                | Clueless                                      | Clueless – Was sonst!                                   |
| 1997 | Albert Brooks Monica Mcgowan Johnson          | Mother                                        | Mother                                                  |
| 1998 | Curtis Hanson* Brian Helgeland*               | L.A. Confidential                             | L.A. Confidential                                       |
| 1999 | Scott Frank                                   | Out of Sight                                  | Out of Sight                                            |
| 2000 | Charlie Kaufman                               | Being John Malkovich                          | Being John Malkovich                                    |
| 2001 | Kenneth Lonergan                              | You Can Count on Me                           | You Can Count on Me                                     |
| 2002 | Julian Fellowes*                              | Gosford Park                                  | Gosford Park                                            |
| 2003 | Ronald Harwood*                               | The Pianist                                   | Der Pianist                                             |
| 2004 | Shari Springer Berman Robert Pulcini          | American Splendor                             | American Splendor                                       |
| 2005 | Alexander Payne* Jim Taylor*                  | Sideways                                      | Sideways                                                |
| 2006 | Noah Baumbach                                 | The Squid and the Whale                       | Der Tintenfisch und der Wal                             |
| 2007 | Peter Morgan                                  | The Queen                                     | Die Queen                                               |
| 2008 | Tamara Jenkins                                | The Savages                                   | Die Geschwister Savage                                  |
| 2009 | Mike Leigh                                    | Happy-Go-Lucky                                | Happy-Go-Lucky                                          |
| 2010 | Ethan und Joel Coen                           | A Serious Man                                 | A Serious Man                                           |
| 2011 | Aaron Sorkin*                                 | The Social Network                            | The Social Network                                      |
| 2012 | Asghar Farhadi                                | جدایی نادر از سیمین (Jodaeiye Nader az Simin) | Nader und Simin – Eine Trennung                         |
| 2013 | Tony Kushner                                  | Lincoln                                       | Lincoln                                                 |
| 2014 | Richard Linklater Julie Delpy Ethan Hawke     | Before Midnight                               | Before Midnight                                         |
| 2015 | Wes Anderson                                  | The Grand Budapest Hotel                      | Grand Budapest Hotel                                    |
| 2016 | Josh Singer* Tom McCarthy*                    | Spotlight                                     | Spotlight                                               |
| 2017 | Kenneth Lonergan*                             | Manchester by the Sea                         | Manchester by the Sea                                   |
| 2018 | Greta Gerwig                                  | Lady Bird                                     | Lady Bird                                               |
| 2019 | Armando Iannucci David Schneider Ian Martin   | The Death of Stalin                           | The Death of Stalin                                     |
| 2020 | Bong Joon-ho* Han Jin-won*                    | 기생충 (Gisaengchung)                         | Parasite                                                |
| 2021 | Eliza Hittman                                 | Never Rarely Sometimes Always                 | Niemals Selten Manchmal Immer                           |
| 2022 | Ryūsuke Hamaguchi Takamasa Ōe                 | ドライブ・マイ・カー (Doraibu mai kā)         | Drive My Car                                            |

* = Drehbuchautoren, deren Filmskript später den Oscar für das Beste adaptierte Drehbuch oder Originaldrehbuch gewann